# Al-Oruba (Zabid)
Der al-Oruba Sporting Cultural Club ist ein jemenitischer Sportklub aus der Stadt Zabid, welcher seine Heimspiele im Althawra Sports City Stadium in Sanaa austrägt.

## Geschichte
Der Klub wurde im Jahr 2007 gegründet und stieg erstmals zur Saison 2009/10 in die erste Liga auf. Gleich in der zweiten Saison hier, gelang dem Klub mit 44 Punkten seine erste Meisterschaft. Anschließend gewann man zudem auch den Super Cup. So nahm der Klub auch am AFC Cup 2012 teil, wo er in der Gruppe B mit acht Punkten jedoch nur Dritter wurde und so anschließend ausschied.
Nach der Militärintervention im Jahr 2015, durch die es sowieso keinen richtigen Spielbetrieb gab, nahm das Team in der erst einmal nur an kleineren Turnieren teil. Mit dem YFA Tournament 2019/20 gab es dann erstmals wieder ein landesweit ausgespielte Turnier. In seiner lokalen Gruppe sammelte man jedoch nur einen einzigen Klub und qualifizierte sich somit nicht für die Playoffs. In der Saison 2021 landete der Klub dann zumindest mit 12 Punkten in seiner Gruppe auf dem vierten Platz.

## Erfolge
- Yemeni League: 2010/11
- Jemen Supercup: 2011